# Пилар фон Пильхау, Адольф
Барон Адольф (Альфред) Константин Якоб Пилар фон Пильхау-Аудерн (нем. Adolf Konstantin Jakob Freiherr Pilar von Pilchau; 11 [23] мая 1851, Лифляндская губерния, Российская империя — 17 июня 1925, Пярну, Эстонская Республика) — балтийский государственный деятель из остзейского баронского рода.

## Биография
Сын барона Фридриха Адольфа Вольдемара Пилар фон Пильхау (1814—1870) и Берты Иоганны Фреттин фон Унгерн-Штернберг (1826—1903). Его сестра София была матерью философа Германа Кайзерлинга.
Родился 11 (23) мая 1851 года на мызе Аудерн (нем. Audern) Перновского уезда Лифляндской губернии; после смерти отца стал владельцем мызы Аудерн.
В 1870—1873 годах учился на юридическом факультете Дерптского университета, в 1873—1874 годах изучал сельское хозяйство в Галле. После окончания учебы в 1876 году он занял в Пернове должность судьи, затем городского советника.
С 1899 года — ландрат Лифляндии, с 1908 года — одновременно предводитель дворянства. Участник Объединённого дворянства Российской империи. Был убеждён, что корень аграрных проблем России не в малоземелье крестьян, а в общинной собственности на землю. По его инициативе съезд дворянства направил императору Николаю II петицию, в которой потребовал соблюдения права частной собственности на землю и перевода общинной крестьянской собственности в частное чересполосное владение.
В 1912—1916 годах — представитель балтийских провинций в Государственном совете Российской империи.
В период германской оккупации Прибалтики был председателем объединённого совета Ливонии, Эстонии, Риги и Эзеля (12.04.1918 до 08.11.1918), затем председателем Балтийского регентского совета (с 8.11.1918 до 28.11.1918).
3 января 1919 года эмигрировал, жил до 1923 года в Германии, затем вернулся в Эстонию, где и умер через 2 года, 17 июня 1925 года. Его пережили супруга (женаты с 11 декабря 1884) Юлия Ольга Евгения (1865 — после 1935), фрейлина двора, дочь министра юстиции графа Константина Ивановича Палена и графини Елены Шарлотты Луизы Толь, и трое детей.

## Дети
- Адольф Константин Теодор (Адольф Адольфович; 1885 — после 1925), унтер-офицер 16-го драгунского Тверского полка (1911). Депутат объединенного собрания Пярну (1920). Жена (1917): графиня Фреда Иоганна Натали фон Медем (1895 — после 1925), дочь графа Арнольда фон Медема и графини Марии Клейст
- Ольга Мария Хильдегард Берта (Ольга Адольфовна; 1886 — после 1925), фрейлина. Муж (1918): Карл фон Лилиенфельд
- Фридрих Бернхард Петер Пауль (Фридрих Адольфович; 1888—1914), корнет в лейб-гвардии Конном полку, погиб 6 (19) августа 1914 в бою у Каушена. Жена (21.07. (3.08).1914): Мария Васильевна N (р. ок. 1889), дочь кандидата коммерции
- Андреас Балтазар Вальтер (Андрей Адольфович; 1891—1960). Жена (1918, развод 1932): баронесса Александра фон Вольф-Штормерзее (1894—1982), дочь барона Бориса Эдуардовича фон Вольфа и Аличе Барби